# Diplobune
Diplobune (давньогрецька: διπλοῦς (подвійний) + βουνός (пагорб) означає «подвійний пагорб») — вимерлий рід палеогенових парнопалих, що належить до родини Anoplotheriidae. Він був ендеміком Європи і жив з пізнього еоцену до раннього олігоцену. Рід був вперше виділений як підрід Dichobune Людвігом Рютімайером у 1862 році на основі його гіпотези про те, що таксон є перехідною формою між "Anoplotherium" secundaria, раніше встановленим Жоржем Кюв'є в 1822 році, та Dichobune. Він заснував етимологію роду на двокінцевих стовпчастих формах нижніх молярів, які з тих пір були його діагнозом. Однак у 1870 році Diplobune був піднесений до рангу роду Оскаром Фраасом, який визнав, що Diplobune був окремим родом, спорідненим з Anoplotherium, а не Dichobune. Після кількох переглядів аноплотеріїд наразі відомо чотири види, серед яких D. minor є типовим видом.

## Опис
Ця тварина, ймовірно, була дуже схожа на добре відомого Anoplotherium, і, як і в останнього, мала міцний і витягнутий череп з примітивними і повними зубами, відносно міцні і короткі ноги та довгий хвіст.
Порівняно з Anoplotherium, Diplobune мав моляри з нижньою коронкою з округлим мезостилем. Моляри мали W-подібний ектолоф із ще гострішими кутами, ніж у аноплотерію. Верхній третій моляр був довшим, ніж ширина, тоді як верхній перший різець був міцним і мав форму ікла. Нижні моляри були оснащені параконідом, прикріпленим до метаконіду, з двозубцевим горбком.
Ноги диплобуна були трипалі, а другий палець був спрямований незвичайним чином.